# Coralville
Coralville är en stad (city) i Johnson County, i delstaten Iowa, USA. Enligt United States Census Bureau har staden en folkmängd på 19 219 invånare (2011) och en landarea på 31,1 km².